# Lower Assendon
Lower Assendon – wieś w Anglii, w hrabstwie Oxfordshire, w dystrykcie South Oxfordshire. Leży 32 km na południowy wschód od Oksfordu i 56 km na zachód od Londynu.